# Ylva Maria Thompson
Ylva Maria Thompson, född 16 april 1960 i Stockholm, uppvuxen i Rågsved, är en svensk TV-programledare, målare, grafiker, skulptör och videokonstnär. Hon är mest känd som presentatör för erotiska filmer i TV-programmet Tusen och en natt som sändes på TV1000 med början 1991, samt för sitt konstverk Anonyma exhibitionister, där hon gjutit av 100 svenska kvinnors könsorgan.

## Filmografi
- 1998 – Zingo
- 2000 – Sex, lögner & videovåld
- 2014 – Dyke Hard